# Луденгоф
Лу́денгоф (нем. Ludenhof), также мыза Лу́уа (эст. Luua mõis) — рыцарская мыза в уезде Тартумаа, Эстония. Согласно историческому административному делению относилась к приходу Паламузе. В годы Российской империи находилась на территории Лифляндской губернии и относилась к Бартоломейскому приходу (приходу Святого Варфоломея). В настоящее время находится на территории уезда Йыгевамаа.

## История
История мызы начинается в средние века. Впервые она была упомянута в 1519 году. Название мызы произошло от фон Луденов (von Luden), которым её пожаловал Дерптский епископ. До этого мыза носила название Пакувер (Packuver, эст. Pakavere). С 1620-х годов мыза принадлежала фон Штремфельтам. В 1736 году, когда мыза принадлежала Иоганну фон Штрёмфельту (Johann von Strömfelt), было возведено небольшое главное здание мызы в стиле барокко, которое сохранилось до настоящего времени. При его строительстве за пример была взята построенная несколько лет ранее мыза Саренгоф (нем. Saarenhof, Сааре (эст. Saare mõis), не сохранилась). 
С 1745 года мызой владели фон Мюннихи (von Münnich), в 1831 году её приобрели фон Эттингены (von Oettingen), которые в конце XIX века расширили здание с правой стороны. Тогда же был разбит парк. 
На военно-топографических картах Российской империи (1846–1863 годы), в состав которой входила Лифляндская губерния, мыза обозначена как мз. Луденгофъ.
С 1948 года в главном здании мызы, экспроприированной у Арведа фон Эттингена (Arved von Oettingen) в 1919 году в ходе земельной реформы, работает школа лесоводства. В 1950-х годах к зданию был пристроен второй этаж, в 1997—2000 годах прошла его реставрация, были восстановлены барочные интерьеры представительских помещений (в том числе холла) и частично внешний вид. Большой интерес и ценность представляет так называемый кавалеров второй половины XIX века. Остальные строения мызы были перестроены до неузнаваемости.
Во второй половине XX века в центре мызы и в её окрестностях было возведено большое количество новых зданий, благодаря чему деревня Лууа стала довольно крупным сельским населённым пунктом.

### Школа лесного хозяйства
Весной 1948 года Министерством лесного хозяйства Эстонской ССР было принято решение о создании лесохозяйственной школы. По мнению специальной комиссии, мыза Лууа подходила для размещения школы, так как здесь имелось здание, пригодное для использования в качестве учебного корпуса, различные хозяйственные постройки, богатый растительными видами парк и большой и разнообразный лесной массив. В сентябре 1948 года на мызе была открыта двухлетняя школа, рассчитанная на 60 учащихся. Своё название школа получила от названия местной волости — Куремааская лесная школа (эст. Kuremaa Metsakool). В 1956 году рядом с лесной школой был открыт техникум, позже учебные заведения объединились. За долгое время своей работы школа сменила множество названий, в частности, в 1961–1968 годах — Йыгеваский техникум лесного хозяйства (эст. Jõgeva Metsamajanduse Tehnikum), в 1976–1991 годах — Каарепереский совхоз-техникум (эст. Kaarepere Sovhoostehnikum). Своё нынешнее название — Лууаская школа лесного хозяйства (эст. Luua Metsanduskool), учебное заведение получило в 1999 году.
В 1949–1955 годах в лесохозяйственной школе с помощью учащихся проводились различные строительные работы: главное здание мызы было перестроено в двухэтажное, зерносушилка мызы стала клубом, дом управляющего перестроен в двухэтажное общежитие и др. В 1953 году также было начато возведение дендропарка, в настоящее время вместе с Лууаским питомником растений известного обилием видов и красивыми формами хвойных деревьев. В 1965 году был построен клуб-столовая, в 1979 году — спортзал, в 1992 году — новое учебное здание.

## Главное здание
Как и в Саренгофе, в Луденгофе главное здание представляло собой одноэтажный каменный особняк на высоком цоколе; центральную часть строения украшала дугообразная пристройка шириной в три окна. В качестве подвала здания было использовано более древнее сооружение с массивными стенами, оставшееся, вероятно, от вассального замка, находившегося там же в средние века.

## Мызный комплекс
В Государственный регистр памятников культуры Эстонии внесены четыре объекта мызного комплекса:
- главное здание, при инспектировании 22.02.2022 его состояние было признано удовлетворительным[8];
- дом кавалеров, построен во второй половине XIX века. Строение в швейцарском стиле с богатым декором; первый этаж — из красного кирпича, второй — из дерева. При инспектировании 29.09.2017 состояние здания оценено как хорошее[9];
- кузница, построена в XIX веке, при инспектировании 24.11.2021 её состояние признано плохим[10];
- парк и аллеи, при инспектировании 01.08.2022 их состояние признано удовлетворительным[3].

### Парк
Парк был заложен в регулярном стиле уже во второй половине XVIII века, в начале XIX был расширен за счёт участка свободной планировки, его площадь составляет 14 га. Парк богат растительными видами. Основными породами деревьев являются дуб, липа, клён, ясень; растёт много вековых деревьев. В 1893 году парк был заново спроектирован и расширен в ландшафтный парк по проекту Вальтера фон Энгельгардта. В 1999—2008 годах в парке были обнаружены места обитания восьми видов летучих мышей: северный кожанок, водяная ночница, бурый ушан, ночница Брандта, прудовая ночница, лесной нетопырь, рыжая вечерница и нетопырь-карлик.

## Галерея

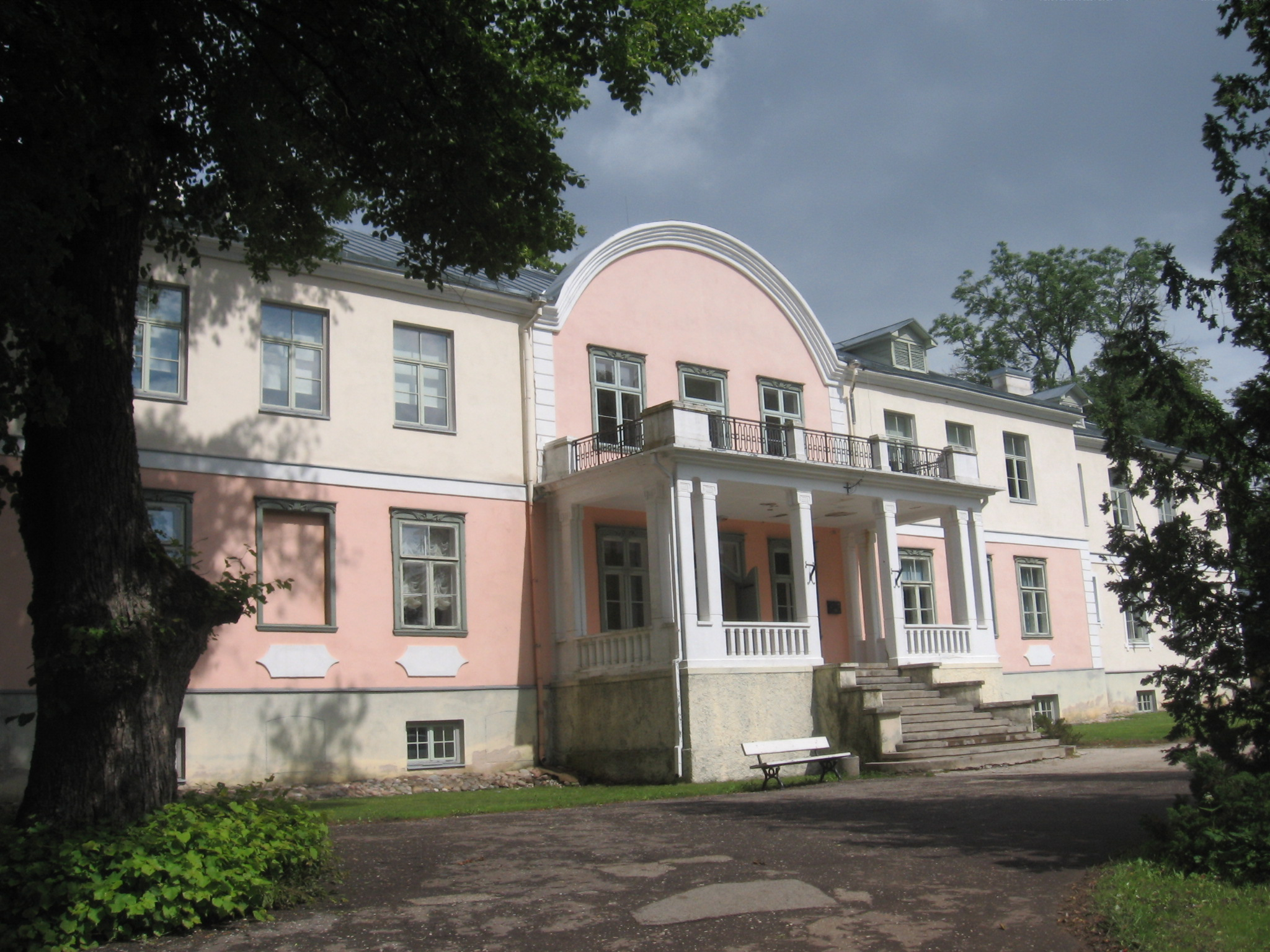
Главное здание мызы
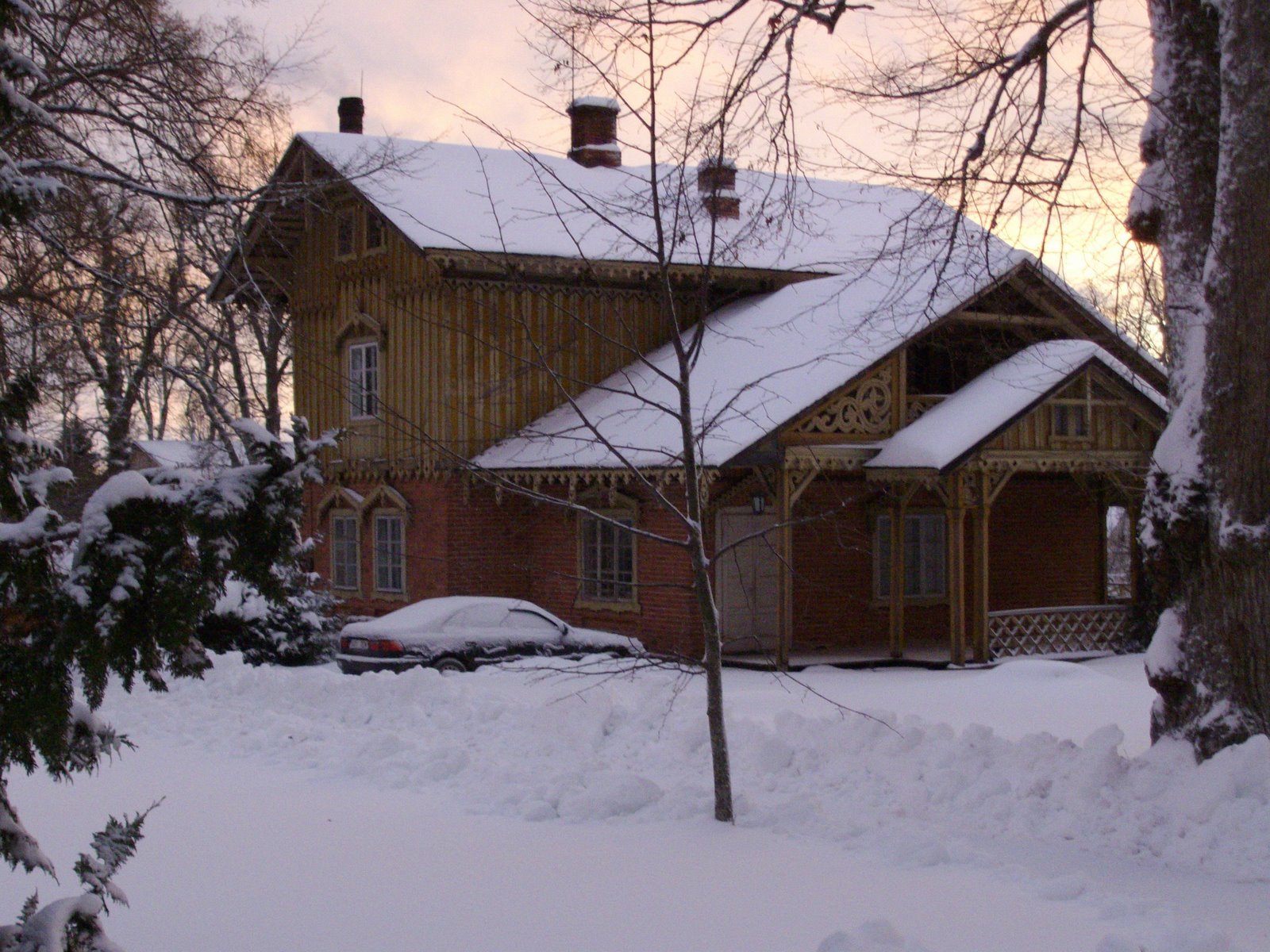
Дом кавалеров зимой 2009 года
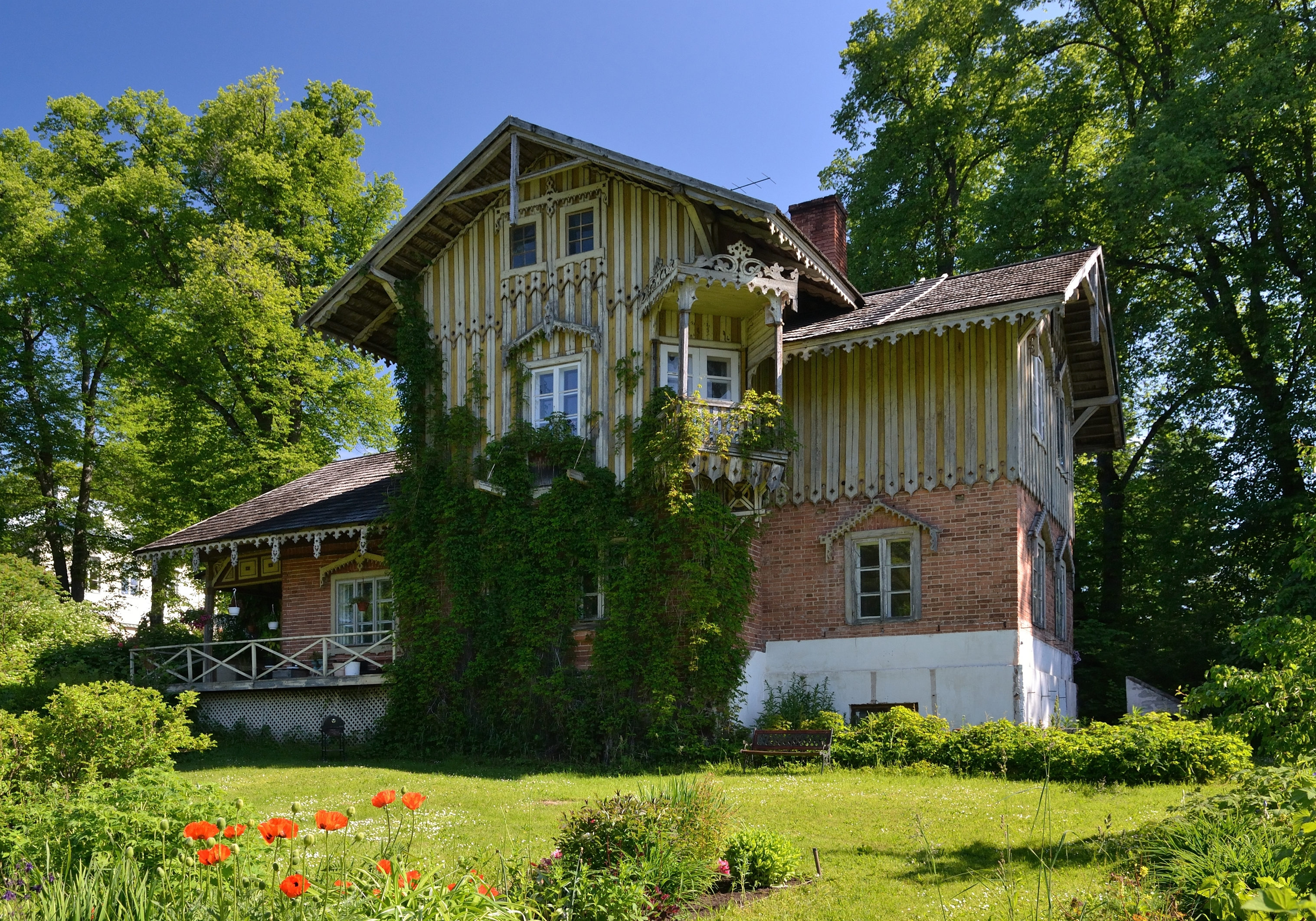
Дом кавалеров в 2012 году
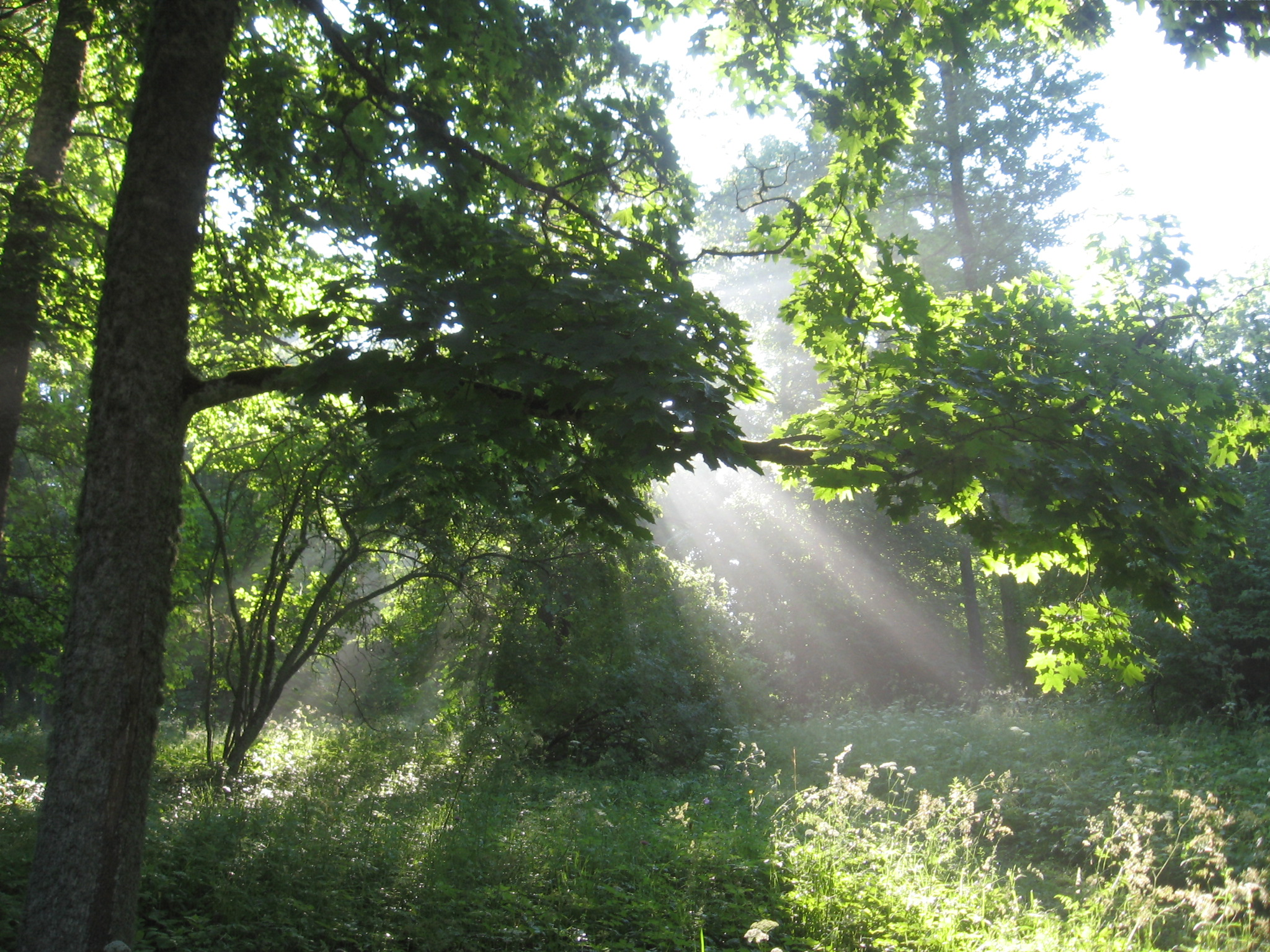
Мызный парк